# Birgitta Ulfsson

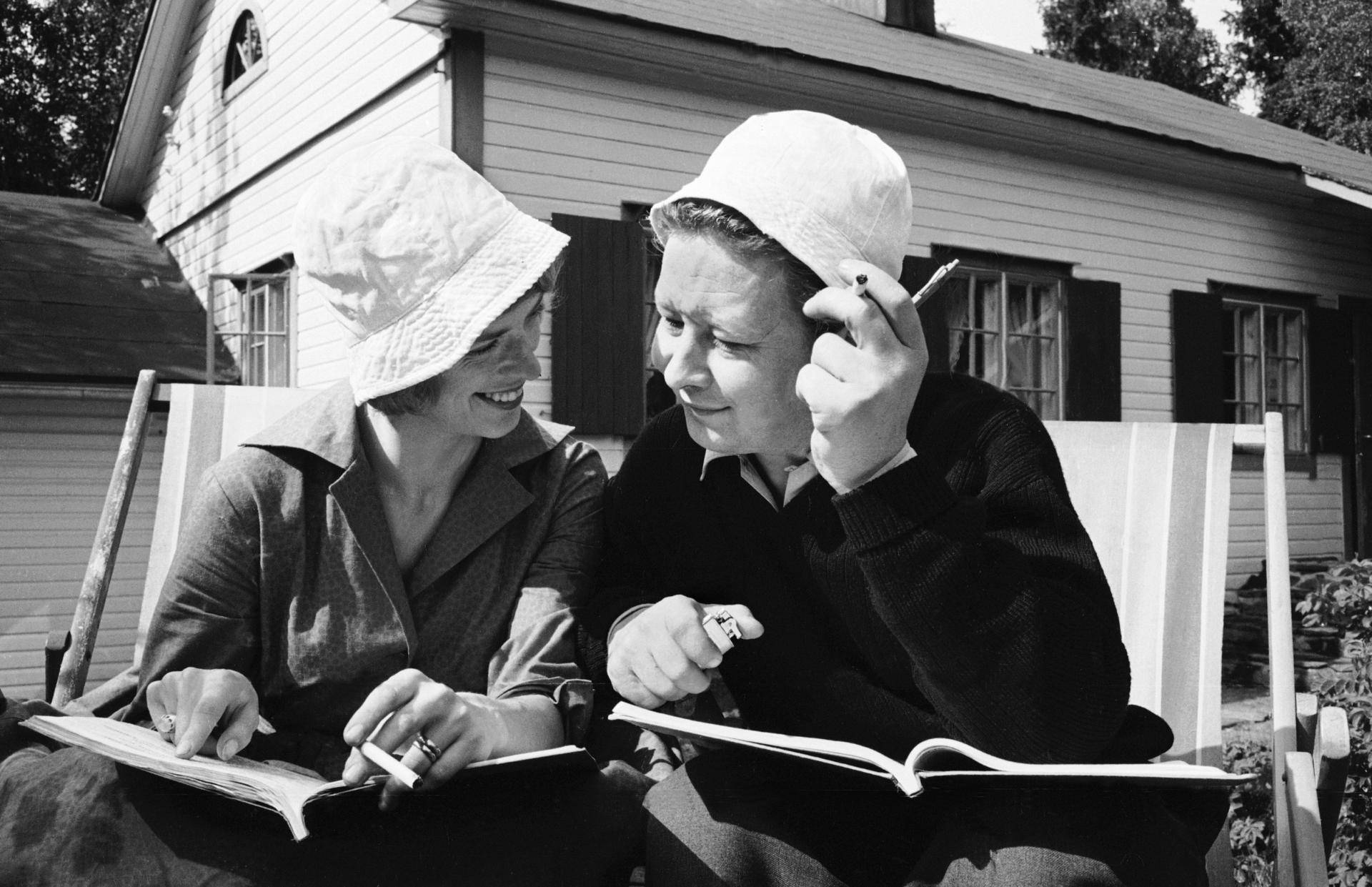
Ulfsson-Pöysti-1959

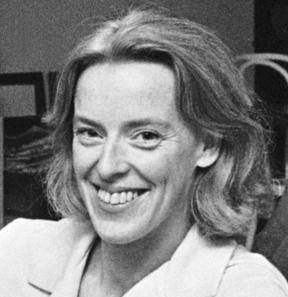
Birgitta Ulfsson 1967

Birgitta Margaretha Ulfsson, född 1 juli 1928 i Helsingfors, död 8 oktober 2017 i Helsingfors, var en finlandssvensk skådespelare och teaterregissör.

## Biografi
Birgitta Ulfsson avlade studentexamen vid Nya svenska samskolan. Hon inledde sin karriär på Svenska Teatern i Helsingfors, men flyttade rätt snart till Lilla Teatern, där hon ganska fort blev en känd profil.
Paret Pöysti engagerades som teaterchefer för Lilla Teatern och den funktionen hade de 1967–1974. Under de tidiga åren uppträdde hon mest som komiker, men åtog sig senare också mer dramatiska roller. I Sverige blev hon först känd som medverkande i den första TV-serien om Mumintrollen, där hon spelade Muminmamman – hon spelade därmed mamma till sin egen man, som spelade Mumintrollet. Hon har även gjort flera gästspel på de svenska scenerna. Äktenskapet slutade i skilsmässa på 1980-talet, snarast för att de för det mesta råkade befinna sig på var sin sida av Östersjön. Senare uppträdde hon, utöver flera roller på Lilla Teatern, mest i "pratprogram" och engagerades ofta som föreläsare i livsstilsfrågor vid olika tillställningar.
Birgitta Ulfsson medverkade i ett drygt tiotal filmer. Hon var fartyget Frejas röst i TV-serien Rederiet under seriens jubileumsavsnitt år 2001.
Birgitta Ulfsson var dotter till Erik Ulfsson. Mellan 1952 och 1984 var hon gift med skådespelaren Lasse Pöysti och de fick två söner, Tom Pöysti och Erik Pöysti. Från 2007 var hon gift med Iwar Wiklander och bosatt i Göteborg.

## Priser och utmärkelser
- 1973 – Pro Finlandia-medaljen[4]
- 1979 – Karl Gerhards hederspris (tillsammans med Lasse Pöysti)
- 2015 – Gösta Ekman-stipendiet

## Filmografi (urval)
- 1969–1970 – Mumintrollet (TV-serie)
- 1978 – Picassos äventyr
- 1983 – Berget på månens baksida
- 1986 – Ormens väg på hälleberget
- 1988 – Det finns för lite indianer
- 1992 – Söndagsbarn (röstroll)
- 1995 – Mannen utan ansikte
- 2001 – Rederiet (TV-serie)

### Regi
- 1991 – Knäckebröd och hovmästarsås

## Teaterroller (ej komplett)
| År   | Roll    | Produktion                                                             | Regi                            | Teater                     |
| ---- | ------- | ---------------------------------------------------------------------- | ------------------------------- | -------------------------- |
| 1961 |         | Biederman och pyromanerna (Biedermann und die Brandstifter) Max Frisch | Vivica Bandler                  | Lilla Teatern, Helsingfors |
| 1978 | Antonia | Vi betalar inte! Vi betalar inte! (Non si paga! Non si paga!) Dario Fo | Christian Lund                  | Lilla Teatern, Helsingfors |
| 2016 | Melissa | Kärleksbrev A.R. Gurney                                                | Birgitta Ulfsson Iwar Wiklander | Kulturhuset Stadsteatern   |